# 嘉地久晴
嘉地 久晴（かじ ひさはる、1931年5月5日 - 没年不明 ）は、島根県邇摩郡（現在の大田市）出身で
中村部屋（のちに二所ノ関部屋）所属の元大相撲力士、日本の元プロレスラー。大相撲時代の四股名は天山 久晴（てんざん ひさはる）で、本名は嘉地 久治（かじ ひさはる）。最高位は西十両5枚目。身長183cm、体重107kg。得意技は右四つ、寄り。

## 経歴
空手、柔道などの経験を経て、山口利夫の全日本プロレス協会に入門、パワーファイターで人気があったと言われる。全日本プロレス協会を脱退後は、中村部屋（師匠は元前頭1・楯甲）の元幕下・甲潟にスカウトされたのを機に角界入り。大相撲からプロレスへの転向は多いが、その逆という非常に珍しいパターンとなった。
1956年3月場所に24歳で初土俵を踏み、幕下まで負け越し知らずで昇進するなど出世は早かった。1960年11月場所で新十両に昇進したが、1962年に転籍した先の二所ノ関部屋に馴染めなかったこともあって同年に突然髷を切り廃業しプロレス団体を結成した。その後はフリーのプロレスラーとして、国内のリングには上がらず主に韓国などアジア圏で活動した。この時参加したレスラーに、ミスター高橋がいる。

## 主な成績
- 通算成績：197勝146敗14休 勝率.574
- 十両成績：80勝85敗 勝率.485
- 現役在位：37場所
- 十両在位：11場所
- 各段優勝
  - 序二段優勝：1回（1957年3月場所）

### 場所別成績
| | 一月場所 初場所（東京） | 三月場所 春場所（大阪） | 五月場所 夏場所（東京） | 七月場所 名古屋場所（愛知） | 九月場所 秋場所（東京） | 十一月場所 九州場所（福岡） |
| --- | ----------------------- | ----------------------- | ----------------------- | --------------------------- | ----------------------- | --------------------------- |
| 1956年 （昭和31年） | x                       | （前相撲）              | 東序ノ口26枚目 0–1–7    | x                           | 新序 3–0                | x                           |
| 1957年 （昭和32年） | 西序二段90枚目 7–1      | 東序二段30枚目 優勝 8–0 | 西三段目66枚目 6–2      | x                           | 東三段目29枚目 6–2      | 東三段目7枚目 7–1           |
| 1958年 （昭和33年） | 東幕下67枚目 4–4        | 西幕下63枚目 6–2        | 東幕下52枚目 6–2        | 東幕下37枚目 4–4            | 西幕下36枚目 2–6        | 西幕下53枚目 7–1            |
| 1959年 （昭和34年） | 東幕下29枚目 4–4        | 西幕下28枚目 4–4        | 東幕下28枚目 5–3        | 東幕下23枚目 5–3            | 東幕下19枚目 4–4        | 東幕下17枚目 4–4            |
| 1960年 （昭和35年） | 東幕下19枚目 6–2        | 東幕下6枚目 4–4         | 東幕下5枚目 6–2         | 東幕下筆頭 5–2              | 東幕下筆頭 4–3          | 西十両19枚目 8–7            |
| 1961年 （昭和36年） | 西十両17枚目 8–7        | 東十両14枚目 7–8        | 西十両16枚目 7–8        | 西十両17枚目 8–7            | 西十両13枚目 10–5       | 西十両5枚目 6–9             |
| 1962年 （昭和37年） | 西十両9枚目 5–10        | 東十両14枚目 8–7        | 東十両13枚目 7–8        | 東十両15枚目 6–9            | 西幕下筆頭 引退 0–0–7   | x                           |
| 各欄の数字は、「勝ち-負け-休場」を示す。 優勝 引退 休場 十両 幕下 三賞：敢=敢闘賞、殊=殊勲賞、技=技能賞 その他：★=金星 番付階級：幕内 - 十両 - 幕下 - 三段目 - 序二段 - 序ノ口 幕内序列：横綱 - 大関 - 関脇 - 小結 - 前頭（「#数字」は各位内の序列） |                         |                         |                         |                             |                         |                             |

## 改名歴
- 甲潟 久晴（かぶとがた ひさはる）1956年3月場所 - 1959年3月場所
- 天山 久晴（てんざん ひさはる）1959年5月場所 - 1962年9月場所